# Fauth Márk
Fauth vagy Fautor Márk (16–17. század) városi tanácsos.

## Élete
Soproni származású, 1579-től 1584-ig a wittenbergi egyetem hallgatója, 1590-től 1617-ig Sopron városi tanácsának tagja volt.
Kézirati munkája: Kurzes Verzeichniss was sich von A. 1529 bis auff disz 1611 Jahr zu Oedenburg vnd in denen vmbliegenden Ländern zugetragen. (Ezen érdekes krónika, mely 1610-ben készült, és melyet Klein Menyhért német tanító 1616-ig folytatott, XVII. századbeli másolatban, 4-rét, 91 lap.)